# فینال جام حذفی فوتبال انگلستان ۱۸۸۳
فینال جام حذفی فوتبال انگلستان ۱۸۸۳، رقابت پایانی جام حذفی فوتبال انگلستان در سال ۱۸۸۳ میلادی است که مابین دو تیم باشگاه فوتبال المپیک بلکبرن و باشگاه فوتبال الد اتونیاس در ورزشگاه اووال لندن برگزار شده‌است.
این مسابقه که در تاریخ ۳۱ مارس ۱۸۸۳ انجام شده‌است با نتیجه ۲ بر ۱ به سود تیم باشگاه فوتبال المپیک بلکبرن به پایان رسید.